# Johann Franz Coing

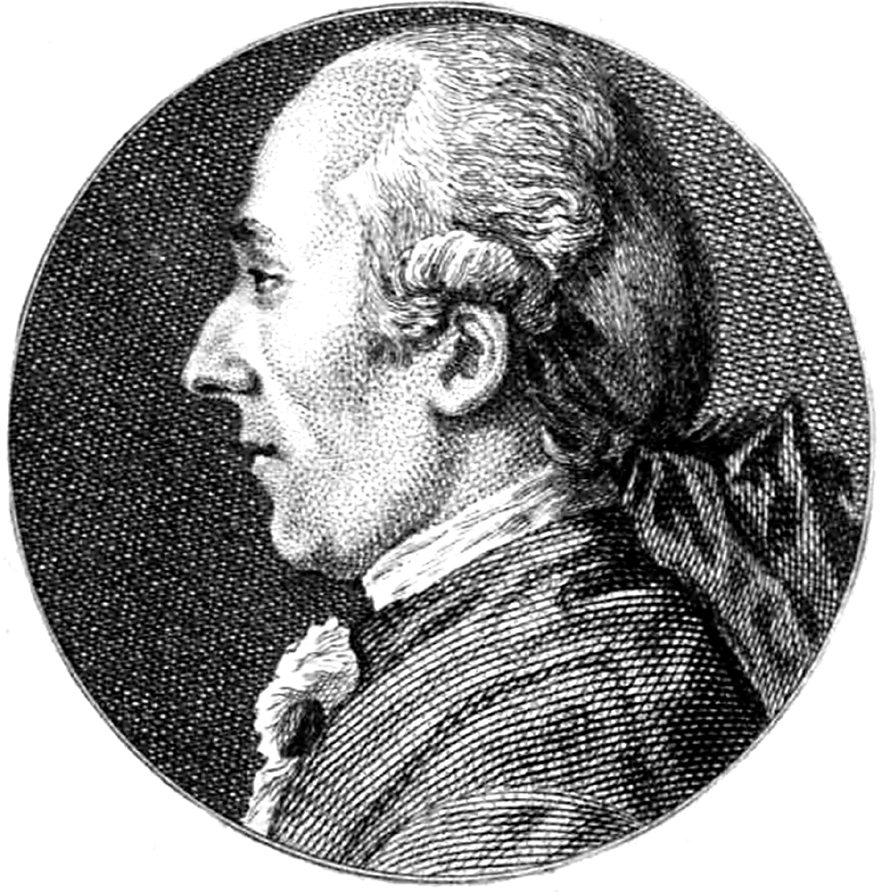
Johann Franz Coing

Johann Franz Coing (auch Franz Coing; * 21. März 1725 in Siegen; † 19. Juli 1792 in Marburg) war ein deutscher evangelischer Theologe und Hochschullehrer.

## Leben
Johann Franz Coing wurde als Sohn des wohlhabenden Kaufmanns Paul Coing und dessen Ehefrau Eleonore Gottliebe, geb. Weber, geboren. Seine Geschwister waren:
- Adolph Coing (* 4. April 1706; † 28. Januar 1740), Gräflich-Sayn-Kirchbergischer Küchenschreiber und Feinbäcker, verheiratet mit Anna Katharina Hoffmann (* 1710; † unbekannt);
- Franziska Eleonora Coing (* 2. Mai 1707; † 28. März 1720);
- Sophia Margretha Coing (* 14. Januar 1709; † 23. Dezember 1764), verheiratet mit Johann Georg Schenk (* 18. November 1698; † 22. Juni 1768);
- Maria Margretha Coing (* 5. Februar 1711; † 8. April 1781);
- Amalia Luisa Coing (* 27. Februar 1713; † unbekannt);
- Elisabeth Coing (* 28. April 1714; † 9. Oktober 1718);
- Maria Catharina (* 15. Dezember 1716; † 3. September 1718);
- Anna Katharina Coing (* 11. April 1718; † 30. August 1718);
- Jacob Friedrich Coing (* 25. August 1720; † 14. Dezember 1720);
- Johannes Coing (* 17. Februar 1722; † 20. Juni 1723);
- Sophia Maria Coing (* 14. Mai 1731; † 8. Oktober 1734).

Er besuchte das Pädagogium in Siegen (heute: Gymnasium Am Löhrtor) bei Rektor Scholl. Er wollte nach diesem Schulbesuch an der Universität Marburg studieren, allerdings erschien zu dieser Zeit ein Edikt des Landesherrn, das festlegte, dass er das Studium in Herborn absolvieren müsse.
1742 begann er ein Theologie- und Philosophie-Studium an der Hohen Schule Herborn und hörte Vorlesungen bei Johann Matthias Florin (1680–1751) über Rhetorik, Geschichte und griechische Sprache; bei Johann Kasimir Mieg (1712–1764) über Philosophie, bei Johann Eberhard Rau und Jan Jacob Schultens zu orientalischen Sprachen und Theologie und bei Dieter Siegfried Clässen (1685–1743) und Johann Heinrich Schramm zur Theologie. Ursprünglich wollte er dem Professor Schultens nach Leiden in Holland folgen und dort Orientalistik studieren, verwarf dann jedoch diesen Plan aufgrund der dortigen kriegerischen Entwicklung. Von Herborn aus ging er an die Universität Halle und hörte Vorlesungen bei Christian Wolff, Johann Gottlob Krüger, Georg Friedrich Meier und Andreas Weber. Er schloss das Studium an der Universität Jena ab, wo er Vorlesungen bei Joachim Georg Darjes, Johann Peter Reusch und Karl Gotthelf Müller hörte.
Am 3. Oktober 1749 begann er als Privatdozent Vorlesungen in Philosophie und Mathematik an der Hohen Schule Herborn zu halten. Am 25. März 1750 wurde er dort zum Professor philosophiae extraordinarius und kurz darauf am 29. Juli 1750 zum außerordentlichen Professor der Philosophie ernannt, seine Ernennung zum ordentlichen Professor erfolgte am 30. Oktober 1752. Am 10. Januar 1753 nahm er jedoch seinen Abschied von der Hohen Schule und verließ Herborn am 6. April 1753.
1753 wurde er ordentlicher Professor der Logik und Metaphysik an der Universität Marburg und hielt seine Antrittsvorlesung am 1. Mai 1753. Von 1753 bis 1778 hielt er Vorlesungen in Logik und Metaphysik, von 1753 bis 1774 in Naturrecht, von 1754 bis 1765 in Ethik, von 1758 bis 1774 in Institutiones publicae und in Ethik erneut von 1774 bis 1777. In dieser Zeit war er 1761, 1770 und 1777 Dekan der Philosophischen Fakultät und 1774 Prorektor der Universität.
1778 erfolgte sein Wechsel zur Theologie und er wurde am 13. Januar 1778 zum vierten ordentlichen Professor der Theologie der Universität Marburg ernannt, seine Beförderung zum dritten ordentlichen Professor erfolgte im Herbst 1778, zum zweiten Professor am 9. Juni 1789; am 23. Januar 1792 wurde er erster Professor der Theologie in Marburg. Als Theologe hielt er hauptsächlich Vorlegungen zur Dogmatik und Moraltheologie, Exegese des Neuen Testaments, Theologische Enzyklopädie (1777–1785) und Pastoraltheologie (1779–1784). In den Jahren 1783, 1786, 1788 und 1791 war er Dekan der Theologischen Fakultät und sowohl 1784 und 1790 erneut Prorektor der Universität.
Am 11. Juli 1758 promovierte er zum Doktor der Philosophie in Marburg und wurde noch im gleichen Monat zum Bibliothekar der Universitätsbibliothek gewählt und am 5. September 1759 hierzu ernannt; er übte das Amt 1778 aus. In der Zeit von 1778 bis 1792 war Stipendiatenephorus.
Am 13. September 1781 erfolgte seine Promotion zum Doktor der Theologie in Marburg im Sterbezimmer des Heinrich Otto Duysing (1719–1781), der zwei Tage später verstarb.
Johann Franz Coing war verheiratet mit Elisabeth Christina Lubecca (* unbekannt; † 1791), eine Tochter des Justin Gerhard Duysing (1705–1761), Arzt und Hochschullehrer an der Universität Marburg. Gemeinsam hatten sie mehrere Kinder, von diesen sind namentlich bekannt:
- Lubecca Coing verstarb bereits in jungen Jahren;
- Justin Gerhard Coing verstarb bereits in jungen Jahren;
- Elisabeth Coing („Elise, Liesgen“) Coing (* 9. Mai 1755 in Marburg; † 22. März 1817 in Karlsruhe) war verheiratet mit Johann Heinrich Jung-Stilling;
- Amalie Coing (* 1. Dezember 1759 in Marburg; † 1812 in Rastatt), verheiratet mit Peter Jakob Helmann Jung (* 26. April 1774 in Elberfeld; † 1846), Wirklicher Justizrat von Karl Friedrich von Baden in Mannheim, 1816 Hofgerichtsrat in Rastatt, Oberhofgerichtsrat in Mannheim, Präsident des Evangelischen Missionsvereins im Großherzogthum Baden;
- Elisabeth Margarethe Coing (* 1766; † unbekannt), verheiratet mit Dietrich Christoph Knieriem (* 2. Dezember 1738 in Marburg; † unbekannt), Stadtrat;
- Justus Coing (* 7. Februar 1771; † 1818), Pfarrer in Marburg und Braach.

## Schriften (Auswahl)
- Diss de veritate religionis christianae adleges certitudinis moralis evicta; Resp. Joh. Herrm. Pagenstecher, Herbornae 1752.
- Diss de principio rationis sufficientis ac libertate hujusque cumillo et divina praescientia con sensu; Resp. Hug. Grau et Jac. Henr. Ledderhose. Marburg 1756. (Digitalisat)
- Diss de fonte essentiarum; Resp, Henr. Phil. Riesner.  Marburg 1759.
- Diss de existentia Dei ex hujus mundicon tingentia ejusque sapiente ordine demonstrata, adversus Premontvallium; Resp. Joh. Juft. Gottschalck, Fridr. Car. Collmann, Geo. Lud. Schiricke, Herrm. Christi. Wigand & Jo. Conr. Cnyriem. Marburg 1759.
- Diss Theses XII. de veritate continens; Resp. A. Geo. Lud. Schiricke, Hofgeismar. Marburg 1759.
- Institutiones philos de Deo, anima humana, mundo et primis humanae cognitionis principiis. Marburg 1765.
- Institutiones logicae. Marburg 1767.
- Progr de divinae revelationis nostrae praecipue religionis christianae utilitate, necessitate atque veritate. Marburg 1774.
- Lehre von der Gottheit Christi, kritisch betrachtet, nebst der Lehre von der heiligen Dreieinigkeit. Marburg 1778.
- Progr. fun. in obit. H.O Duysingii Th. D. et Prof. Prim. Marburg 1781.
- Progr. de fine adventus Christi in mundum, mortisque ejus. Marburg 1781.
- Diss. inaug in qua argumenta pro Dei existentia et natura animae immateriali, tum quae ratio, cum quae S. LL. suppeditant, exponuntur, et priora ab Humii obiectionibus et Tulmini impiis effatis liberantur. Marburg 1782.
- Compendium Theologiae moralis, im usum praelectionum. Frankfurt 1783.
- Progr. quo ad obiectiones contra argumenta quaedam pro Dei existentia respondetur. Marburg 1785.
- Invitatio ad audiendam orationem Memoriae Landgravii Friderici II sacram. Marburg 1785.
- Progr. continuatum de Deo ex natura etsacris litteris. Marburg 1786.
- Die vornehmſten Wahrheiten der natürlichen Religion, vorgetragen und gegen die neuen Einwürfe vertheidigt von E. N. D. E. R. W. (Einem Nach Der Ewigkeit Reisenden Weltweisen.) Leipzig 1788.
- Explicatio loci vexatissimi Genes. XLIX. Marburgi 1791.